# Şehzade Ahmed

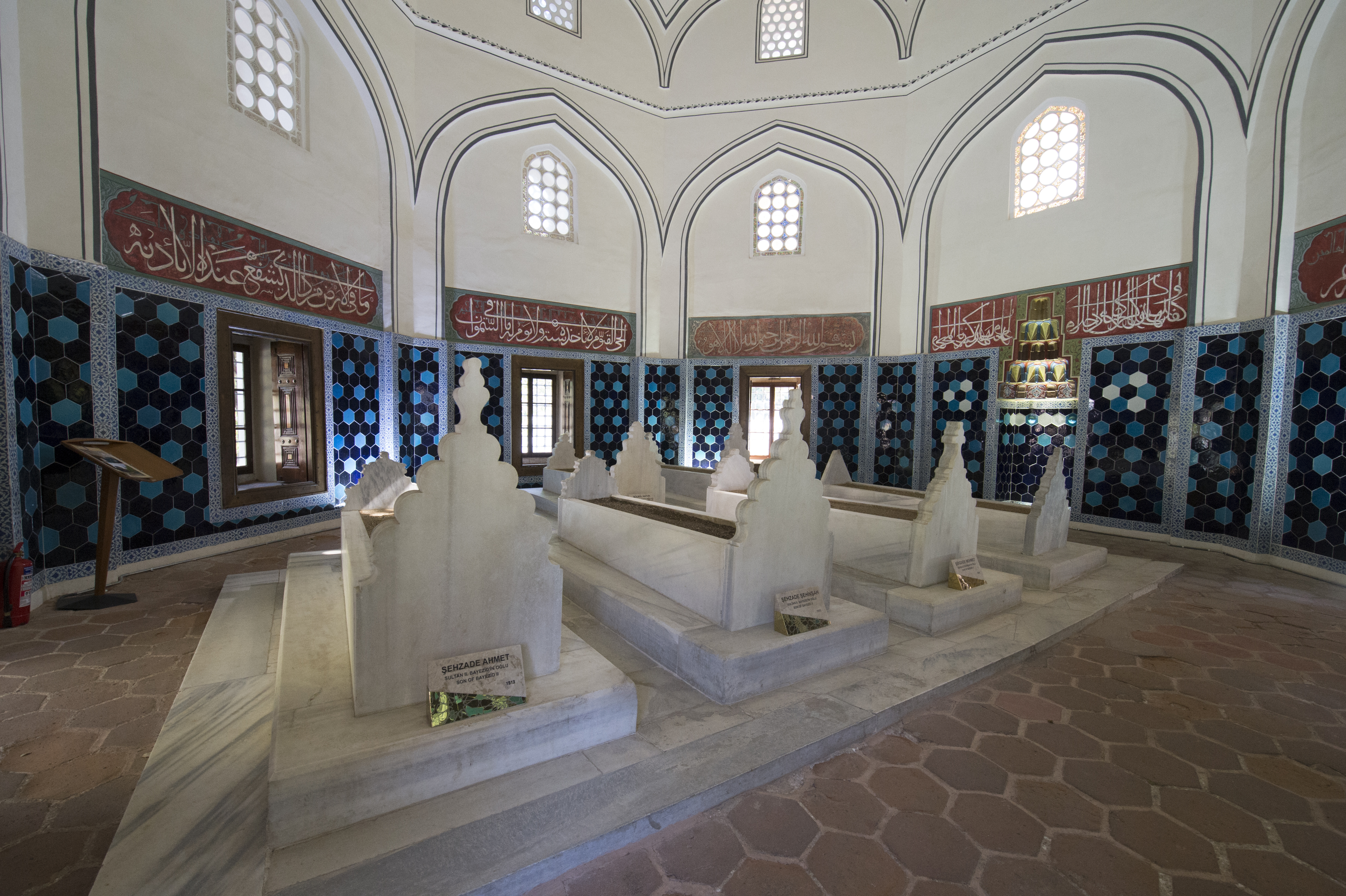
Türbe mit dem Grabmal von Ahmed in Bursa

Şehzade Ahmed (* um 1465 in Amasya; † 24. April 1513 in Bursa) war ein osmanischer Prinz, der 1512/13 gegen seinen Bruder und den späteren Sultan Selim I. um den osmanischen Sultansthron kämpfte.

## Leben
Ahmed war der älteste Sohn von Sultan Bayezid II. und Bülbül Hatun. Der osmanischen Tradition folgend, dass alle Prinzen als Sandschakbeys in Anatolien dienen mussten, wurde Ahmed Gouverneur von Amasya. Obwohl es den Titel nicht offiziell gab, wurde Ahmed in den letzten Jahren der Regentschaft von Bayezid als Kronprinz bezeichnet, weil er der Lieblingssohn des Sultans war und die Unterstützung des Großwesirs Hadim Ali Pascha hatte.
Ahmed hatte zwei lebende Brüder. Korkud war Prinz-Gouverneur (Çelebi Sulṭān) von Antalya und Selim in der strategisch wichtigen Stadt Trabzon. Der Brauch diktierte, dass der Prinz, der Istanbul nach dem Tod des vorherigen Sultans als erster erreichte, das Recht auf den Thron erwarb, obwohl Meinungsverschiedenheiten darüber, wer zuerst angekommen war, nicht selten zu Kriegen zwischen den Rivalen führten, wie das Osmanische Interregnum beweist. So war die Entfernung des jeweiligen Prinzensandschaks von Istanbul entscheidend für die Nachfolge, da meist derjenige, den der vorherige Sultan als seinen Nachfolger bevorzugte, ein näheres Sandschak bekam. In diesem Falle hatte Ahmed das Glück, weil das nordanatolische Amasya Istanbul am nächsten war.
Als Selims Sohn Süleyman das Sandschak in Bolu übernehmen sollte, das näher an Istanbul lag, erhob Ahmed Einspruch und Süleyman musste nach Kaffa auf der Krim. Selim sah dies enttäuscht als Unterstützung für den älteren Bruder an und bat um einen Sandschak in Rumelien im europäischen Teil des Reiches. Obwohl diesem Wunsch anfangs widersprochen wurde, weil den Prinzen grundsätzlich Sandschaks in Anatolien zugewiesen wurden, entsprach der Sultan dem Wunsch nach Fürsprache des Krim-Khans und Schwiegervaters Meñli I. Giray und Selim wurde Sandschakbey von Semendire (heute Smederevo in Serbien), das recht weit entfernt von Istanbul lag. Doch Selim entschied sich, in der Nähe von Istanbul zu bleiben, anstatt in sein neues Sandschak zu reisen. Sein Vater Beyazıt wertete dies als Ungehorsam und entschloss sich, zu handeln. Als Selim mit seinen Tatarentruppen in Thrakien einmarschierte, griff der Vater Selims Streitkräfte im August 1511 an und besiegte Selim. Der gewann zwar die Sympathien der Janitscharen, musste nun aber zu seinem Schwiegervater auf die Krim flüchten.
Während Sultan Beyazıt II. gegen Selim kämpfte, musste Ahmed die Şahkulu-Rebellion in Anatolien niederschlagen. Anstatt jedoch zu kämpfen, versuchte Ahmed, die Soldaten für seine Sache im Kampf um den Thron zu gewinnen und verließ das Schlachtfeld. Doch seine Haltung verursachte Unmut unter den Janitscharentruppen, die sich gegen ihn wendeten. Außerdem wurde sein wichtigster Fürsprecher, Großwesir Hadim Ali Pascha, während des Aufstands getötet.
Als Ahmed von Selims Niederlage gegen den gemeinsamen Vater erfuhr, erklärte er sich zum Sultan von Anatolien und begann mit einem Eroberungszug durch die Region. Er eroberte Konya, und obwohl sein Vater Beyazıt ihn bat, zu seinem Sandschak zurückzukehren, bestand er darauf, die Herrschaft über Konya zu behalten. Als er auf Einladung des Sultans nach Istanbul reisen wollte, um als Oberbefehlshaber der Streitkräfte gegen Selim zu ziehen, hielten ihn die Janitscharen bei Maltepe auf und zwangen ihn zur Rückkehr, weil sie sich gegen ihn als Sultan aussprachen. Ahmed besetzte daraufhin Karaman und sicherte sich die Unterstützung safawidischer Turkmenen. Als in Tokat eine safawidische Revolte ausbrach, kehrte Selim von der Krim zurück und zwang Bayezit erst, ihn zum Oberbefehlshaber über die osmanischen Streitkräfte zu machen und dann zu seinen Gunsten abzudanken. Er wurde am 24. April 1512 als Selim I. zum Sultan gekrönt.
Ahmed kontrollierte in den ersten Monaten von Selims Regentschaft weiterhin einen Teil Anatoliens. Schließlich kam es am 24. April 1513 in der Nähe von Yenişehir bei Bursa zu einer entscheidenden Schlacht. Ahmeds Streitkräfte wurden besiegt, er selbst verhaftet und hingerichtet. Ahmed wurde in einer eigenen Türbe im Muradiye Külliyesi in Bursa bestattet.

## Familie

### Gemahlinnen
- Sittişah Hatun, Mutter von Şehzade Osman[6][7]
- Gülçiçek Hatun[8][9]

### Söhne
- Şehzade Murad: starb unter natürlichen Umständen um 1519 in Ardabil; Gouverneur von Bolu, verheiratet, zwei Söhne eine Tochter
- Şehzade Süleyman (gestorben an der Pest am 24. April 1513 in Kairo, bestattet in der Havşi-Sultan-Moschee), Gouverneur von Koca und Çorum in den Jahren 1509 bis 1513[1][10] verheiratet, zwei Töchter
- Şehzade Alaeddin Ali (gestorben an der Pest am 14. Mai 1513 in Kairo, bestattet in der Havşi-Sultan-Moschee), Gouverneur von Bolu 1509 bis 1513,[1] verheiratet,[1] eine Tochter
- Şehzade Osman (getötet von Selim I. am 14. April 1513 in Amasya,[1][10] bestattet in der Sultan-Bayezid-Moschee in Amasya), Gouverneur von Osmancık in den Jahren 1509 bis 1513;[1]
- Şehzade Kasım (*um 1501, getötet von Selim I. am 30. Januar 1518 in Kairo, bestattet in der Havşi-Sultan-Moschee)

### Töchter
- Kamerşah Sultan, ab 1508 verheiratet mit Damad Mustafa Bey, Gouverneur von Midilli und Sohn von Iskender Pascha[11][12]
- Fatma Sultan, ab 1508 verheiratet mit Damad Mehmed Bey, Oberbefehlshaber über die Kavallerie-Einheiten der Janitscharen und Sohn von Koca Davud Pascha[11][12]
- eine weitere Tochter, ab 1508 verheiratet mit Damad Suleiman Bey, Silâhdar[12]
- eine weitere Tochter, verheiratet mit Damad Ahmed Bey[13]